# Episodi di Colombo (nona stagione)
La nona stagione della serie televisiva Colombo, composta da 6 episodi, è stata trasmessa sul canale statunitense ABC dal 25 novembre 1989 al 14 maggio 1990.
In Italia è stata trasmessa su Rete 4 dal 23 novembre 1991 al 14 marzo 1992.
| nº | Titolo originale            | Titolo italiano                          | Prima TV USA     | Prima TV Italia  |
| -- | --------------------------- | ---------------------------------------- | ---------------- | ---------------- |
| 1  | Murder, a Self-Portrait     | Autoritratto di un assassino             | 25 novembre 1989 | 23 novembre 1991 |
| 2  | Columbo Cries Wolf          | Qualcuno ha ingannato il tenente Colombo | 20 gennaio 1990  | 7 marzo 1992     |
| 3  | Agenda for Murder           | Agenda per omicidi                       | 10 febbraio 1990 | 16 novembre 1991 |
| 4  | Rest in Peace, Mrs. Columbo | Che fine ha fatto la signora Colombo?    | 31 marzo 1990    | 30 novembre 1991 |
| 5  | Uneasy Lies the Crown       | Dente per dente                          | 28 aprile 1990   | 14 marzo 1992    |
| 6  | Murder in Malibu            | Omicidio a Malibu                        | 14 maggio 1990   | 7 dicembre 1991  |

## Autoritratto di un assassino
- Titolo originale: Murder, a Self-Portrait
- Diretto da: James Frawley
- Scritto da: Robert Sherman

### Trama
Max Barsini è un famoso pittore che abita in una casa sulle spiagge di Los Angeles, dove ha stabilito una specie di "harem", con tre donne: Vanessa, la moglie attuale; Louise, l'ex moglie, che abita poco distante; Julie, la sua modella. Le tre donne subiscono il fascino dell'eccentrico artista, che rimane al centro delle loro rivalità. Inoltre Louise, la sua ex-moglie, condivide con lui un omicidio perpetrato anni prima, che lei ha rimosso dalla sua memoria. I ricordi del reato però riaffioreranno a tratti, attraverso delle sedute dallo psichiatra. Barsini, a conoscenza dell'esito delle sedute psichiatriche, per paura della verità, ucciderà Louise in riva al mare attraverso un suo piano premeditato, procurandosi un alibi presso il bar di Vito, suo amico. Colombo non solo riuscirà a risolvere il caso, ma si farà fare un grande ritratto dal noto pittore.
- Guest star: Fionnula Flanagan (Louise), Shera Danese (Vanessa), Patrick Bauchau (Max Barsini)

## Qualcuno ha ingannato il tenente Colombo
- Titolo originale: Columbo Cries Wolf
- Diretto da: Daryl Duke
- Scritto da: William Read Woodfield

### Trama
Il vanesio fotografo Sean Brantley è a capo di Bachelor's World, una famosa rivista sexy con sede in un castello con ampia tenuta, insieme alla coscienziosa manager socia e compagna di vita Dian Hunter. I due avevano fondato la rivista con i soldi di lei, che per questo ne è proprietaria per il 51% contro il 49% di lui. Dian però, stufa delle avventure del compagno con le "ninfette" della rivista e delle loro spese folli in feste e shopping che a malapena vengono pareggiate in bilancio, vuole vendere la propria quota a un magnate londinese dei media contro il volere di Sean, che per impedire quello che significherebbe la vendita del castello e un ridimensionamento del suo stile di vita pensa di eliminare la partner. Dian scompare apparentemente su un volo aereo diretto a Londra, ma Colombo sospetta invece si tratti di omicidio, e l'indagato risulterà proprio Sean. Mentre Colombo ordina di far setacciare inutilmente tutta la villa, in cerca del cadavere come prova, Dian riappare miracolosamente di ritorno dal viaggio. Tuttavia, Dian scompare nuovamente e sarà quindi la rivincita del tenente che, da beffato, riuscirà invece a trovare il cadavere e risolvere il caso.
- Guest star: Deidre Hall (Dian Hunter), Ian Buchanan (Sean Brantley), Rebecca Staab (Tina)

## Agenda per omicidi
- Titolo originale: Agenda for Murder
- Diretto da: Patrick McGoohan
- Scritto da: Jeffrey Bloom

### Trama
Oscar Finch, avvocato in carriera, tenta di scalare i vertici della politica attraverso il suo amico Paul Mackey, già deputato e vicino alla campagna elettorale del candidato governatore Montgomery. Compare in scena la figura di Frank Staplin che, venuto a conoscenza di un illecito di Finch e Mackey tempo prima, tenta di ricattare l'avvocato. Quest'ultimo allora prepara l'omicidio di Staplin, in modo che sembri un suicidio, avvenuto sparandosi alla testa. Ma Colombo riuscirà a risolvere il caso, grazie a un pezzo di formaggio.
- Guest star: Patrick McGoohan (Oscar Finch), Denis Arndt (Paul Mackey), Arthur Hill (Montgomery), Louis Zorich (Frank Staplin)

## Che fine ha fatto la signora Colombo?
- Titolo originale: Rest in Peace, Mrs. Columbo
- Diretto da: Vincent McEveety
- Scritto da: Peter S. Fischer

### Trama
L'affascinante agente immobiliare Vivian Dimitri nutre una segreta vendetta per il tenente Colombo, per aver fatto condannare suo marito dieci anni prima e da poco morto in carcere. Prima però, uccide Charlie Chambers, il socio in affari che tradì suo marito per evitare l'arresto. Poi si concentra sul tentativo di sedurre Colombo e conoscere sua moglie, al fine di ripagare l'investigatore dello stesso dolore. Ma il Tenente non si farà ingannare. In questa puntata il Tenente si farà aiutare dal buffo sergente Brady.
- Guest star: Helen Shaver (Vivian Dimitri), Edward Winter (Charlie Chambers), Tom Isbell (sergente Brady)

## Dente per dente
- Titolo originale: Uneasy Lies the Crown
- Diretto da: Alan J. Levi
- Scritto da: Steven Bochco

### Trama
Wesley Corman è un affermato dentista, che un giorno riceve la notizia della richiesta di divorzio di sua moglie Lydia. Tuttavia, lui sa che esiste di mezzo un amante, Adams Evans, un attore star del cinema d'azione e cliente del suo studio odontoiatrico. Successivamente, Evans viene ritrovato morto in auto, volata giù da un dirupo, poiché vittima di un infarto cardiaco, mentre era alla guida; ma il Tenente non è convinto si tratti di un incidente. Il dentista infatti, ha abilmente inserito in una capsula di un dente di Evans una dose letale di digitale a lento rilascio, un cardiotonico che, in dosi eccessive, provoca l'infarto.
- Guest star: James Read (Wesley Corman), Jo Anderson (Lydia), Marshall R. Teague (Adams Evans)
- Nota. La storyline è la stessa dell'episodio Affair of the Heart del 1977, della serie McMillan e signora, scritto dallo stesso Bochco.

## Omicidio a Malibu
- Titolo originale: Murder in Malibu
- Diretto da: Walter Grauman
- Scritto da: Jackson Gillis

### Trama
La ricca scrittrice Theresa Goren viene uccisa nella sua villa sulla spiaggia di Malibu dal suo giovane e sportivo fidanzato, Wayne Jennings. Jennings è tra i sospettati, ma quando il Tenente Colombo scopre che è il beneficiario di una polizza da un milione di dollari sulla vita di lei comincia a indagare solo su di lui, che intanto seduce Jess McCurdy, la sorella maggiore di Theresa.
- Guest star: Janet Margolin (Theresa Goren), Andrew Stevens (Wayne Jennings), Brenda Vaccaro (Jess McCurdy)